# În cel mai rău caz (Star Trek: Voyager)
„În cel mai rău caz” (titlu original: „Worst Case Scenario”) este al 25-lea episod din al treilea sezon al serialului TV american științifico-fantastic Star Trek: Voyager și al 67-lea în total. A avut premiera la 14 mai 1997 pe canalul UPN. Este penultimul episod din cel de-al treilea sezon din Star Trek: Voyager. Acest episod prezintă evenimente care au loc într-un sistem de realitate virtuală al navei spațiale Voyager, implicând o intrigă bazată pe facțiuni descrise anterior în această serie.

## Prezentare
B'Elanna Torres descoperă un program holografic unde Chakotay, împreună cu echipajul Maquis, se răzvrătesc împotriva lui Janeway.